# Wereldkampioenschappen synchroonzwemmen 1978
De wereldkampioenschappen synchroonzwemmen 1978 werden van 20 tot en met 28 augustus 1978 gehouden in West-Berlijn, West-Duitsland. Het toernooi was onderdeel van de wereldkampioenschappen zwemsporten 1978.

## Medailles
| Onderdeel | Goud | Goud     | Zilver | Zilver   | Brons | Brons    |
| Vrouwen   | Vrouwen | Vrouwen  | Vrouwen | Vrouwen  | Vrouwen | Vrouwen  |
| --------- | --- | -------- | --- | -------- | --- | -------- |
| Solo      | Helen Vanderburg Canada | 187,849  | Pam Tryon Verenigde Staten                                                                                           | 181,499  | Yasuko Unezaki Japan                                                                                            | 179,650  |
| Duet      | Michelle Calkins Helen Vanderburg Canada                                                                                         | 183,300  | Masako Fujiwara Yasuko Fujiwara Japan                                                                                | 181,842  | Michele Barone Pam Tryon Verenigde Staten                                                                       | 180,758  |
| Team      | Verenigde Staten Tami Allen Michele Barone Erin Barr Michelle Beaulieu Gerri Brandley Jane Goeppinger Linda Shelley Pamela Tryon | 128,8120 | Japan Ikuko Abe Masako Fujiwara Narue Fujiwara Yasuko Fujiwara Ikue Ogawa Kinuyo Okada Chieko Okamura Yasuko Unezaki | 181,5330 | Canada Kiki Anderson Robin Anderson Nancy Bedard Lyne Carrier Sandra Mcdermot Marie-Josee Poulin Martine Simard | 177,9190 |

### Medaillespiegel
| Plaats | Land             | Goud | Zilver | Brons | Totaal |
| 1      | Canada           | 2    | 0      | 1     | 3      |
| 2      | Verenigde Staten | 1    | 1      | 1     | 3      |
| 3      | Japan            | 0    | 1      | 2     | 3      |
| Totaal | Totaal           | 3    | 3      | 3     | 9      |